# Kaestlea palnica
Scincella palnica là một loài thằn lằn trong họ Scincidae. Loài này được Boettger mô tả khoa học đầu tiên năm 1892.